# Queen of the Nile (Zona crepusculară)
Queen of the Nile este episodul 143 al serialului american Zona crepusculară. A fost difuzat pe data de 6 martie 1964. În acest episod, un jurnalist se îndrăgostește de o vedetă de filme nemuritoare.

## Prezentare

### Introducere
| “ | Jordan Herrick, un cronicar cu articole publicate în peste o sută de ziare. Cinic prin natura sa, un necredincios, capturat pentru moment de o iluzie încântătoare. Acesta știe că himera nu este un vis; ea este Pamela Morris, cunoscut star de cinema, al cărui nume este celebru și al cărei chip este cunoscut de milioane. Ce nu știe Dl. Herrick este că tocmai a privit și chipul - Zonei crepusculare. | ” |

### Intriga
Jordan Herrick, cronicar din Chicago, o vizitează pe actrița Pamela Morris pentru un interviu, o femeie de 38 de ani, cunoscută pentru frumusețea și vitalitatea sa. În conacul Pamelei, observă un tablou din 1940 cu actrița, această arătând exact la fel în prezent. Când este întrebată despre tablou, Pamela susține că pictorul l-a realizat în perioada copilăriei ei, estimându-i trăsăturile de adult, și ignoră alte întrebări despre vârsta sa. Pamela și Jordan flirtează în timpul interviului și plănuiesc să se întâlnească la cină. În timp ce Jordan părăsește conacul, doamna Draper, o bătrână pe care Pamela a prezentat-o ca fiind mama sa, îl roagă să nu mai revină niciodată. Bătrâna îi dezvăluie că ea este de fapt fiica Pamelei, iar actrița cutreieră aceste pământuri de câteva secole.
În timpul întâlnirii sale cu Pamela, Jordan menționează că este de loc din Chicago, iar Pamela sugerează că a avut un rol la un teatru oarecare din acel oraș. De asemenea, menționează vorbele doamne Draper. Aceasta susține însă că este bolnavă psihic; totuși, după întâlnire, Herrick își sună editorul și îi cere să cerceteze primul film al Pamelei - The Queen of the Nile. Editorul îi spune că filmul este un remake al unui film mut turnat în Egipt. Actrița principală, Constance Taylor, și-a pierdut viața în timpul filmărilor într-o peșteră din apropiere. Editorul compară fotografiile celor două actrițe și declară că par identice. Mai mult, îi dezvăluie că teatrul în care Pamela a susținut că a jucat a fost dărâmat acum 40 de ani. Jordan îi cere acestuia să caute articole despre fiecare bărbat cu care Pamela a fost o relație.
Jordan se întoarce la conac și o confruntă pe Pamela cu descoperirile sale. Pamela îi oferă o cafea otrăvită, iar apoi pune un scarabaeus sacer pe trupul său inconștient. Gândacul îi drenează viața până când corpul său devine țărână. Apoi își aplică scarabeul pe propriul piept pentru a-și transfera tinerețea.
Episodul se termină cu un alt cronicar tânăr care sosește pentru a o intervieva pe Pamela, repetând ciclul. În narațiunea finală, se sugerează că domnișoara Morris este de fapt Cleopatra VII și că trăiește de mai bine de 2.000 de ani.

### Concluzie
| “ | Toată lumea o cunoaște pe Pamela Morris, frumoasa și veșnic tânără vedetă de film. Sau are ea un alt nume, și mai celebru, un nume egiptean din secolele trecute? Este mai bine să nu fii prea curios, să nu cumva să ajungi ca Jordan Herrick, un morman de țărână și îmbrăcăminte degradată debarasat în eternitatea fără hotar a Zonei crepusculare. | ” |